# Arquidiócesis de Freetown
La arquidiócesis de Freetown (en latín: Archidioecesis Liberae Urbis y en inglés: Roman Catholic Archdiocese of Freetown) es una circunscripción eclesiástica de la Iglesia católica en Sierra Leona. Se trata de una arquidiócesis latina, sede metropolitana de la provincia eclesiástica de Freetown. Desde el 15 de marzo de 2008 su arzobispo es Charles Edward Tamba.

## Territorio y organización
La arquidiócesis tiene 4677 km² y extiende su jurisdicción sobre los fieles católicos de rito latino residentes en el área Occidental y en parte del distrito de Moyamba de la provincia del Sur.
La sede de la arquidiócesis se encuentra en la ciudad de Freetown, en donde se halla la Catedral del Sagrado Corazón.
La arquidiócesis tiene como sufragáneas a las diócesis de Bo, Kenema y Makeni.
En 2021 en la arquidiócesis existían 11 parroquias.

## Historia
El vicariato apostólico de Sierra Leona fue erigido el 13 de abril de 1858 mediante el breve Universi Dominici del papa Pío IX, derivando el territorio del vicariato apostólico de las Dos Guineas y Senegambia (hoy arquidiócesis de Libreville).
El 18 de octubre de 1897 cedió una parte de su territorio para la erección de la prefectura apostólica de Guinea Francesa (hoy arquidiócesis de Conakri) mediante el decreto Cum huic Sacrae Congregationi de la Congregación de Propaganda Fide.
El 18 de abril de 1903 cedió una parte de su territorio para la erección de la prefectura apostólica de Liberia (hoy arquidiócesis de Monrovia) mediante el decreto Saluti animarum de la Congregación de Propaganda Fide.
El 18 de abril de 1950, como consecuencia de la bula Laeto accepimus del papa Pío XII, el vicariato apostólico fue elevado a diócesis con el nombre de diócesis de Freetown y Bo, inmediatamente sujeta a la Santa Sede.
El 3 de abril de 1952 cedió una porción de su territorio para la erección de la prefectura apostólica de Makeni (hoy diócesis de Makeni) mediante la bula Christiani populi del papa Pío XII.
El 11 de noviembre de 1970 cedió otra porción de su territorio para la erección de la diócesis de Kenema mediante la bula Praeclaris verbis del papa Pablo VI y al mismo tiempo fue elevada al rango de arquidiócesis metropolitana mediante la bula Quantum boni.
El 15 de enero de 2011 la arquidiócesis se dividió, dando lugar a la actual arquidiócesis de Freetown y a la diócesis de Bo mediante la bula Petrini ministerii del papa Benedicto XVI.

## Estadísticas
Según el Anuario Pontificio 2022 la arquidiócesis tenía a fines de 2021 un total de 87 500 fieles bautizados.
| Año                                                                             | Población            | Población | Población      | Sacerdotes | Sacerdotes    | Sacerdotes    | Bautizados por sacerdote | Diáconos permanentes | Religiosos | Religiosos | Parroquias |
| Año                                                                             | Bautizados católicos | Total     | % de católicos | Total      | Clero secular | Clero regular | Bautizados por sacerdote | Diáconos permanentes | Varones    | Mujeres    | Parroquias |
| ------------------------------------------------------------------------------- | -------------------- | --------- | -------------- | ---------- | ------------- | ------------- | ------------------------ | -------------------- | ---------- | ---------- | ---------- |
| 1950                                                                            | 11 079               | 2 250 000 | 0.5            | 38         |               | 38            | 291                      |                      | 40         | 28         | 4          |
| 1970                                                                            | 37 096               | 1 282 789 | 2.9            | 50         | 1             | 49            | 741                      |                      | 52         | 44         | 20         |
| 1980                                                                            | 40 426               | 974 000   | 4.2            | 35         | 5             | 30            | 1155                     |                      | 32         | 40         | 14         |
| 1990                                                                            | 41 102               | 1 068 000 | 3.8            | 35         | 18            | 17            | 1174                     |                      | 19         | 57         | 19         |
| 1997                                                                            | 88 600               | 1 655 600 | 5.4            | 48         | 29            | 19            | 1845                     |                      | 46         | 56         | 21         |
| 2000                                                                            | 91 500               | 1 800 000 | 5.1            | 52         | 30            | 22            | 1759                     |                      | 32         | 56         | 22         |
| 2001                                                                            | 24 221               | 1 823 000 | 1.3            | 49         | 30            | 19            | 494                      |                      | 31         | 7          | 22         |
| 2002                                                                            | 97 234               | 2 300 875 | 4.2            | 55         | 37            | 18            | 1767                     |                      | 34         | 8          | 22         |
| 2003                                                                            | 101 678              | 2 800 993 | 3.6            | 58         | 40            | 18            | 1753                     |                      | 39         | 21         | 22         |
| 2004                                                                            | 127 851              | 2 918 000 | 4.4            | 57         | 41            | 16            | 2243                     |                      | 33         | 25         | 27         |
| 2006                                                                            | 141 200              | 3 214 700 | 4.4            | 52         | 39            | 13            | 2715                     |                      | 33         | 29         | 26         |
| 2007                                                                            | 144 000              | 3 283 000 | 4.4            | 66         | 51            | 15            | 2181                     | 5                    | 39         | 32         | 26         |
| 2011                                                                            | ?                    | 1 776 871 | ?              | 40         | 25            | 15            | ?                        |                      | 31         | 23         | 13         |
| 2012                                                                            | 70 000               | 1 500 000 | 4.7            | 36         | 25            | 11            | 1944                     |                      | 35         | 14         | 15         |
| 2013                                                                            | 71 800               | 1 538 000 | 4.7            | 37         | 20            | 17            | 1940                     |                      | 34         | 18         | 12         |
| 2016                                                                            | 77 400               | 1 657 000 | 4.7            | 32         | 18            | 14            | 2418                     |                      | 38         | 16         | 11         |
| 2019                                                                            | 83 200               | 1 780 800 | 4.7            | 43         | 22            | 21            | 1934                     |                      | 38         | 19         | 11         |
| 2021                                                                            | 87 500               | 1 872 675 | 4.7            | 41         | 20            | 21            | 2134                     |                      | 31         | 21         | 11         |
| Fuente: Catholic-Hierarchy, que a su vez toma los datos del Anuario Pontificio. |                      |           |                |            |               |               |                          |                      |            |            |            |

## Episcopologio
- Melchior-Marie-Joseph de Marion Brésillac, S.M.A. † (13 de abril de 1858-25 de junio de 1859 falleció)
  - Sede vacante (1859-1903)[nota 1]
- Jean O'Gorman, C.S.Sp. † (9 de noviembre de 1903-23 de septiembre de 1932 renunció)
- Bartholomew Stanley Wilson, C.S.Sp. † (23 de mayo de 1933-16 de abril de 1936 renunció)
- Ambrose Kelly, C.S.Sp. † (18 de mayo de 1937-12 de febrero de 1952 falleció)
- Thomas Joseph Brosnahan, C.S.Sp. † (11 de diciembre de 1952-4 de septiembre de 1980 retirado)
- Joseph Henry Ganda † (4 de septiembre de 1980-22 de marzo de 2007 retirado)
- Charles Edward Tamba, desde el 15 de marzo de 2008